# Marcelo Barticciotto
Marcelo Pablo Barticciotto Cicaré (Avellaneda, 1 de janeiro de 1967) é um ex-futebolista argentino-chileno que atuava como Meio-campo.

## Carreira
Defendeu, entre outros, o Colo-Colo e o Universidad Católica.